# 上原美優
上原 美優（うえはら みゆ、本名：藤崎 睦美、1987年〈昭和62年〉5月2日 - 2011年〈平成23年〉5月12日）は、日本の元タレント・グラビアアイドル。。
鹿児島県種子島（熊毛郡中種子町野間）出身。「貧乏アイドル」として、貧しい家庭でのエピソードを明るく話し、所属していたプラチナムプロダクションの看板タレントの一角までに成長する。芸能界デビューまでの道のり、及びその後も死去まで波乱万丈の人生を送り、その人柄で没後も熱烈なファンが存在する。

## 来歴・人物

### 誕生から高校進学まで
1987年5月2日、父親が55歳で母親43歳の時、兄弟4男6女の末っ子として誕生した。本名の睦美は六女に因んで付けられた。姉の1人は「ミス種子島」に選ばれている。
大家族であるため家計は苦しく、以下のエピソードがある。
- 上の兄姉が既にそれぞれ家庭を持ち子供がいるため、人数が多く、10人全員が実家に集まることが不可能だった。
- 下着が足りず中学までノーパンで通学した。
- 種子島宇宙センターでのロケット打ち上げ時には振動で家が揺れるため、家族全員で家具を支えた。
- 雨が降った日は雨漏りがすごく、家の中でも傘を差さないといけない。
- 幼稚園に通うことができず友達も少なかったが、母親の提案で母親が帰宅途中の園児を家まで誘い、その園児と一緒に遊ぶという生活を送る。上原本人も楽しみにしていたが、帰宅する途中の園児に声をかける場面を巡回中の警察官に発見され厳重注意を受けたため、長くは続かなかった。
- 1994年に小学校に進学するも、同時に家計の苦境も増し、給食費も半年遅れでの支払いが続いた。

当時の藤崎家は家庭の状況から、子供は中学卒業で自立することが家庭内の決まりであり、種子島を離れ鹿児島市内の高校へ進学し、自ら学費を稼ぎながら通学していた。だが入学後暴行被害に遭った事が原因で退学する。

### デビュー以降
2006年 - 桜井ひな、藤崎まやと共にフォーミュラ・ニッポン「ディレクシブレーシングガールズ」としてレースクイーンデビューをするが、チームの突然の撤退により第5戦で活動終了する。
2007年 - 「sabraブロガール選手権」に出場した。その後、ブランクを経て「種子島出身の貧乏アイドル」として知名度を上げる。
2007年 - クリスマスに恋人に振られた寂しさから睡眠薬を服用し自殺を図ったが、一命を取り止めた。
2008年夏頃より - テレビのバラエティ番組にも多数出演するようになった。
2010年2月28日 - 東京マラソン2010に参加した。レース前に「『ゴールさえすればいい』とチャライことを言っていた西尾さんには負けたくない」と、西尾由佳理（フリーアナウンサー、当時は日本テレビアナウンサー）を挑発する発言をするが、西尾は完走し、上原は天候と故障している足による影響で意識を失い、スタートから25km地点でリタイヤとなった。
2010年3月29日 - 母親が心筋梗塞で死去したが、本人は仕事で最期を看取れなかった。この時初めて家族全員が集合して葬儀を行い、記念撮影をした。だがショックは大きく、以後精神的に不安定な様子が見られたという。

### 死去
2011年5月11日午後11時頃、東京都目黒区のマンション自室で交際中の一般男性と過ごしていたが、「2時間ほど1人にしてほしい」と男性を外出させた。その後、外出先の男性の携帯電話に死をほのめかす電子メールが送られ、折り返し電話をかけても上原が出なかったため、男性が上原の自宅に戻ったところ、自室のドアにスカーフとベルトで首を吊っていた所を発見され、救急搬送されたが翌12日午前3時37分に病院で死亡が確認された。24歳没。
兄姉や従兄弟のうち、8人が上京して遺体を引き取った。
所持品の手帳には「お母さんが死んで辛い。このままのスタイルで仕事して先行きどうなるか」というメモが残されていたという。上原の父親は種子島の実家で取材に応じ、死去前日の午前中、「もう種子島に帰りたい、お母さんのところに行きたい」と電話をかけてきたため、慰めつつ故郷に帰ってくるよう促したところ、その日の夜には元気を取り戻したかのような電話を再びかけてきていたことを明かした。遺体は遺族により、飛行機で鹿児島市内に搬送されたのち、フェリーで故郷の種子島に搬送された。通夜は5月14日夜、葬儀は親族・近親者のみの密葬でそれぞれ行われ、芸能関係者の参列・供花は辞退した。
親交のあった加護亜依、青島あきな、中川翔子、松井絵里奈、重盛さと美、ほしのあき、楽しんごなども、自身のブログで追悼コメントを出し、無念の想いを綴った。小森純はインタビューやブログで「あの笑顔が忘れられない」「もっと話を聞いてあげれば良かった」、漫画家の浜田ブリトニーは「初めて仲良くしてくれた芸能人だった」「美優ちゃん、大好きだよ」とコメントを出した。
- 没後に放送された出演番組は、他の回への差し替えや、出演部分の大幅カットなどが行われたものもあった。
  - 日本テレビでは『金曜スーパープライム』「世界☆ドリームワーク 〜 カラダを張って稼ぐぞSP 〜」を死去の翌日の2011年5月13日に放送した際、上原の出演シーンをカットしたが、カットできなかった部分では顔にボカシを入れたため、ネット上で「まるで犯罪者扱いだ」との非難の声が上がっている[20][21]。これについて日本テレビは「まだ亡くなって日が浅かったため、ご遺族や関係者のお気持ちを考え、割愛させてもらいました」と説明している[22]。遺族に確認を取ったかどうかという質問には「そういうことはしてない」とのことだった。しかし、同年5月27日に放送された「ギネス世界記録の美女100人」では、ボカシをかけずに放送し、番組冒頭に5月5日に収録したものであることと、冥福を祈る旨のテロップを表示した[23]。
  - 一方、TBSが2011年4月26日に収録した『飛び出せ!科学くん』は大幅なカットも差し替えもなく、系列局全国ネットで同年5月14日に予定通り放送された。同放送終了後には、上原の出演部分に関するコメントの静止画を、約5秒間表示した。同様のコメントは、番組サイトにも掲載されている[24]。
  - 2011年5月4日に収録していた「ビーバップ!ハイヒール」（ABC朝日放送）も、冥福を祈る旨のテロップが表示され放送された。

- 2011年5月9日収録のラジオNIKKEIの番組出演が最後の仕事となった[25]。

また自殺者数が、当時は1日平均82人だったのが、上原の没後1週間は平均124人となった。20 - 30代の女性が目立ち、内閣府参与でNPO自殺対策支援センター ライフリンク代表の清水康之は、ウェルテル効果の発生を指摘した。
同年11月29日、Yahoo!ファンクラブに開設されていたサイト「種子島発 みゆ号はっしゃ〜」及び公式ブログの終了が告知され、12月15日をもって閉鎖された。上原が最後に投稿した5月10日付けのエントリーには、2万2000件を超えるコメントが寄せられた。
喪主を務めた父親も、2012年5月下旬にがんのため、78歳で死去した。

## エピソード
- 好きになる男性のタイプは「顔」が全てで、今まで一目惚れして2人と付き合ったが、その後は「人間、顔ではない」と気づき、子供がたくさん欲しい（自分が10人兄弟なのでそれより多い11人授かりたい）と語っていた[4]。また、2010年12月に発売された雑誌には「大家族を支えてくれるような、いいパパになりそうな人」「ちゃんと尊敬できて、大黒柱になってくれる人」とされている[30]。
- 眞鍋かをりと仲が良く、ブログには眞鍋と飲んでいる様子が掲載されており、「眞鍋姐さんは、時には美優のために涙を流してくれる」と語っていた。[31]、2011年5月12日放送の『情報プレゼンター とくダネ!』で自殺の第1報が報じられた際、直前に訃報を伝えられた眞鍋は番組開始前から落涙しており、番組中でもかねてより悩みの相談を受けていたことなどを涙ながらに語った。また死の1ケ月ほど前に「会いたい」というメールが来たが、スケジュールが合わず会えなかったことを語った[32]。

## 出演

### テレビ
- おもいッきりDON!（2009年4月3日 - 10月2日、日本テレビ）※金曜日パネリスト
- どれだけ食えスト（2009年8月1日 - 9月26日、日本テレビ）
- サンデージャポン（2008年10月 - 2011年5月15日、TBS）- 5月15日分は追悼の特集。
- 幸せの黄色い仔犬（2009年4月 - 2011年4月23日、中京テレビ）
- そうだったのか!池上彰の学べるニュース（2010年4月 - 2011年5月、テレビ朝日） - 準レギュラー（前番組『学べる!!ニュースショー!』から引き続き出演）
- run for money 逃走中（池袋編・2009年4月、フジテレビ）
- 密室謎解きバラエティー 脱出ゲームDERO!（2009年12月、2011年1月19日、日本テレビ） - 水の間にチャレンジ!
- 最終警告!たけしの本当は怖い家庭の医学（2009年12月、ABC） - ゲスト患者
- ナイトシャッフル(2010年、福岡放送） - 番組内「コダワリノオトメ」に主に出演
- いきなり!黄金伝説。（1ケ月1万円生活・テレビ朝日）[33]

#### テレビドラマ
- 40女と90日間で結婚する方法（2009年5月 - 2009年12月30日、BeeTV、フジテレビ） - 希良李 役
- 中学生日記（2010年7月3日 - 24日、NHK教育） - 植田美優 役
- 柳生武芸帳 （2010年1月2日、テレビ東京） - 旅の女 役

### 映画
- ヤッターマン（2009年3月7日公開、松竹・日活）

### ラジオ
- ゴチャ・まぜっ!木曜日（レギュラー、2008年10月9日 - 2009年4月11日、MBSラジオ）
- 上原美優のALL外為ナビ!（パーソナリティ、2011年2月7日 - 5月9日、ラジオNIKKEI）

### 舞台
- THE BAMBOO SHOW（2008年4月22日、目黒食堂）

### CM
- お車買取専門店アップル（2009年）
- ITJ法律事務所（2009年5月1日 - ）
- 花王「エッセンシャル」（2009年 - 2010年）
- コスモライフ「美スリムコラーゲン」（イメージキャラクター）

### PV
- かりゆし58「ただひとつだけ伝えたいこと」追悼の曲となった[34]。

## 作品

### DVD
- みゅうみゅう（2006年4月20日発売、ラインコミュニケーションズ）[35]
- グラビア格差社会〜同情するなら買ってくれ!〜（2009年3月27日発売、リバプール）
- X・Y・Z（2010年4月28日発売、リバプール）

### 写真集
- はれ、ときどきナミダ

### 書籍
- 10人兄弟貧乏アイドル☆ 私、イケナイ少女だったんでしょうか?（2009年5月、ポプラ社） - 「泣きながら書いた[4]」という、父や母にも黙っていた体験を綴っている。

### 雑誌
- 週刊ヤングマガジン No.29（2009年6月15日発売、講談社）※巻中グラビア
- 週刊プレイボーイ No.27（2009年6月22日発売、集英社）※表紙&巻頭グラビア

### トレーディングカード
- プラチナム オフィシャル カードコレクション Vol.2（2009年10月31日発売）

### カレンダー
- 上原美優2010年カレンダー（2009年10月28日発売、トライエックス）
- 上原美優2011年カレンダー（2010年10月20日発売、トライエックス）